# Evgenij Ivanovič Šapošnikov
Evgenij Ivanovič Šapošnikov (Aksaj, 3 febbraio 1942 – Mosca, 8 dicembre 2020) è stato un generale, politico ed uomo d'affari russo, fino al 1991 sovietico.
Ultimo Maresciallo dell'Aviazione dell'Unione Sovietica, ha fatto parte del Comitato Centrale del Partito Comunista dell'URSS dal 1990 al 1991 ed è stato l'ultimo Ministro della Difesa dell'Unione Sovietica dal 29 agosto al 26 dicembre 1991.

## Biografia
Nacque in una fattoria vicino ad Aksaj, nell'oblast' di Rostov, in Russia. Nel 1963 si laureò alla Scuola superiore di aviazione militare di Charkiv. Ha prestato servizio nel distretto militare dei Carpazi. Nel 1966 entrò nell'Accademia dell'Aeronautica Militare Jurij Gagarin, dove si laureò nel 1969. Dal 1971 al 1975 è stato vice comandante di un reggimento di aviazione per affari politici, poi comandante di un reggimento. Nel 1975, tornò nel distretto militare dei Carpazi come vice comandante di una divisione di caccia dell'aviazione, poi fu nominato comandante di divisione. Nel 1979, è stato nominato vice comandante delle forze aeree del distretto militare dei Carpazi.
Nel 1984 è stato nominato vice comandante dell'Aeronautica militare del distretto militare di Odessa e dal 1985 è stato nominato comandante dell'Aeronautica militare del medesimo distretto.
Nel 1987 è stato nominato comandante dell'Aeronautica militare del gruppo delle forze sovietiche in Germania. A partire dall'anno seguente, prese il comando della 16ª armata aerea come parte del gruppo delle forze sovietiche in Germania. Nel 1988 è stato nominato vice comandante in capo dell'Aeronautica e il 13 luglio 1990 comandante in capo dell'Aeronautica militare e viceministro della difesa dell'URSS. Dal 1990 al 1991 è stato membro del Comitato centrale del PCUS.
Durante gli eventi del Putch di Mosca (dal 19 al 22 agosto 1991), invitò il Ministro della Difesa dell'URSS Jazov a ritirare le truppe da Mosca e disperdere il Comitato statale per lo stato di emergenza. Il 23 agosto 1991, dopo il fallimento del golpe, il presidente Gorbačëv firmò un decreto che nominava Šapošnikov come ministro della difesa dell'URSS e presentò questa decisione alla sessione del Consiglio supremo dell'URSS. Il 26 agosto gli è stato assegnato il grado militare di Maresciallo dell'Aviazione. Il 29 agosto, il Soviet supremo dell'URSS, in conformità al paragrafo 3 dell'articolo 113 della Costituzione dell'URSS, ha espresso parere favorevole a Šapošnikov come ministro della difesa. Lasciò il PCUS e contribuì alla de-standardizzazione delle forze armate dell'URSS. Dal 1 ottobre al 25 dicembre 1991 fu membro del Consiglio di difesa sotto il Presidente dell'URSS.
L'8 novembre 1991, durante una riunione del Presidium del Consiglio Supremo della RSFSR, in cui si discusse dell'introduzione di uno stato di emergenza in Cecenia-Inguscezia, si espresse contro l'uso dell'aviazione.
Fu favorevole all'accordo di Belaveža sulla dissoluzione dell'URSS firmato l'8 dicembre 1991. Il 21 dicembre 1991, contemporaneamente all'adesione alla Comunità degli Stati Indipendenti di 8 repubbliche (tutte tranne la Georgia e le repubbliche degli Stati baltici che avevano precedentemente lasciato l'URSS), fu firmato un protocollo per assegnare a Šapošnikov il comando delle Forze Armate dell'URSS "fino alla loro riforma". Verso la fine di gennaio 1992, il Ministero della Difesa dell'URSS, ormai dissolto, cominciò ad essere definito il Comando principale delle forze armate della CSI. Per l'ultima volta, Šapošnikov fu menzionato come Ministro della Difesa dell'URSS nel decreto n.1 del Presidente della Federazione Russa del 4 gennaio 1992. Solo il 14 febbraio 1992 il Consiglio dei Capi di Stato della CSI nominò ufficialmente Šapošnikov come Comandante in capo delle forze armate della CSI, e solo Il 20 marzo dello stesso anno, sulla base del Ministero della Difesa dell'URSS, fu creato ufficialmente l'Alto Comando della CSI (Glavkomat).
Nel gennaio 1992, durante il Meeting di tutti gli Ufficiali delle Forze Armate, tenutosi al Palazzo di Stato del Cremlino, alla presenza di oltre 4000 ufficiali, fu accusato di tradire gli interessi dei militari. Per protesta, annunciò di essere pronto a dimettersi e lasciò la sala.
Su questioni di diritti e autorità, Šapošnikov ha avuto problemi con il Ministro della Difesa della Federazione Russa Pavel Gračev e con i leader di altri membri della CSI. Il 24 settembre 1993, con una decisione del Consiglio dei Capi di Stato della CSI, fu abolita la carica di comandante in capo delle forze alleate.
L'11 giugno 1993, con decreto del Presidente della Federazione Russa, Šapošnikov fu nominato Segretario del Consiglio di Sicurezza della Russia, ma questa decisione non fu approvata dal Consiglio Supremo della Federazione Russa come richiesto dall'art. 14 della legge sulla sicurezza, e al riguardo, Šapošnikov ha presentato un rapporto in cui ha chiesto a Boris El'cin di rinnegare la sua decisione.
All'inizio di ottobre 1993 si unì al gruppo militare del quartier generale dei sostenitori Boris El'cin, situato nell'ex quartier generale del Patto di Varsavia. Ha partecipato al coordinamento delle azioni delle forze dell'ordine nella forte dispersione del Congresso dei deputati popolari e del Consiglio supremo della Federazione Russa.
Nell'ottobre 1993, è entrato nella lista dei candidati alla Duma di Stato della prima convocazione del Movimento russo per le riforme democratiche (e non è riuscito a superare la barriera del 5%).
Dal gennaio 1994 all'agosto 1996 è stato rappresentante del Presidente della Federazione Russa presso la società statale per l'esportazione e l'importazione di armi e attrezzature militari Rosvooruzhenie.
Nell'ottobre 1994, è stato eletto vicepresidente del comitato organizzatore del Movimento unificato dei socialdemocratici; tuttavia, non ha partecipato al congresso costituente di questo partito e non si è unito ai suoi ranghi.
Dal novembre 1995 al marzo 1997 ha lavorato come direttore generale dell'Aeroflot - Russian International Airlines .
Dal marzo 1997 al marzo 2004 è stato assistente del Presidente della Federazione Russa.
Dal 2003 è Consigliere del direttore generale dell'ufficio di progettazione di Suchoj.
Nel 2006, è stato eletto Presidente della Flight Safety Partnership.
Membro del Consiglio di fondazione del Fondo internazionale per le riforme economiche e sociali, ha ricevuto l'ordine pubblico internazionale Golden Falcon per il suo contributo al raggiungimento dell'accordo e dell'amicizia tra i popoli.
Era appassionato di filosofia ed era sposato e padre di tre figli.
È morto a Mosca l’8 dicembre 2020 all’età di 78 anni, per complicazioni legate al COVID-19.

## Onorificenze

### Onorificenze russe
Pilota Militare Onorato della Federazione Russa (1992)